# Ровіне (Долж)
Ровіне (рум. Rovine) — село у повіті Долж в Румунії. Адміністративно підпорядковане місту Крайова.
Село розташоване на відстані 189 км на захід від Бухареста, 8 км на північний захід від Крайови.

## Населення
За даними перепису населення 2002 року у селі проживали 664 особи, усі — румуни. Усі жителі села рідною мовою назвали румунську.